# Кучера Август-Йосип
Август-Йосип Кучера (1 березня 1887, м. Відень, Австро-Угорщина — †?) — полковник Армії УНР.

## Життєпис
Народився у м. Відень. Офіцер австро-угорської армії.
Під час Першої світової війни служив у 22-му полкові стрільців, що складався переважно з українців. Дістав важке поранення у голову.
У 1919 р. служив в  Українській Галицькій армії. Наприкінці 1919 р. — командир 3-ї Бережанської бригади (потім — полку) УГА.
У 1920 р. — помічник командира 1-го кінного ім. М. Залізняка полку  Окремої кінної дивізії Армії УНР.
З 30 квітня 1921 р. — командир Запасного кінного полку Окремої кінної дивізії Армії УНР.
Подальша доля невідома.